# Sliwata
Sliwata (bułg. Сливата) – wieś w Bułgarii, w obwodzie Montana, w gminie Łom. Według danych szacunkowych Ujednoliconego Systemu Ewidencji Ludności oraz Usług Administracyjnych dla Ludności, 15 czerwca 2020 roku miejscowość liczyła 172 mieszkańców.